# Little Snitch
Little Snitch är en brandväggsprogramvara avsedd för Mac-datorer. Programmet håller ett öga på utgående trafik. Det är utvecklat av företaget Objective Development.